# Конклав 2005 года

## Закат польскогопонтификата
2 апреля 2005 года в Ватикане умер Папа римский Иоанн Павел II, чей понтификат длился 26 с половиной лет. Понтификат Иоанна Павла II по продолжительности занимает третье место после Святого апостола Петра, считающегося по католической традиции первым Епископом Рима, и понтификата папы Пия IX, чей понтификат длился 31 год и семь месяцев. 8 апреля 2005 года Иоанн Павел II был похоронен в кри́пте собора Святого Петра.

## Подготовка конклава
На момент смерти Иоанна Павла II в живых было 182 кардинала. По правилам, установленным в 1970 году папой Павлом VI, кардиналы, достигшие 80-летнего возраста, лишаются права присутствия на конклаве. В конклаве имели право участвовать 116 кардиналов. Однако кардиналы Хайме Лачика Син, бывший архиепископ Манилы, Филиппины, и Адольфо Антонио Суарес Ривера, бывший архиепископ Монтеррея, Мексика, не участвовали в конклаве по состоянию здоровья. Из 114 пурпуроносцев только 2 были назначены папой Павлом VI и участвовали в предыдущем октябрьском конклаве 1978 года, на котором выбрали Иоанна Павла II — это немецкий кардинал Йозеф Ратцингер, префект Конгрегации доктрины веры, и американский кардинал Уильям Баум, бывший великий пенитенциарий. Остальные 112 кардиналов были назначены Иоанном Павлом II.

## «Папа Ратци» илиБенедикт XVIна папском престоле
18 апреля кардиналы проследовали на конклав. Конклав длился чуть больше суток, что случалось нечасто в истории Католической церкви. Неизвестно, что́ происходило на конклаве, но согласно некоторым утечкам информации, столкнулись две кандидатуры — кардинала Ратцингера и кардинала Карло Мария Мартини. В четвёртом туре был выбран кардинал Ратцингер.
Приблизительно в 18:00 из трубы над Сикстинской капеллой повалил белый дым, возвещающий об избрании Папы Римского. Приблизительно в 18:40 на балконе Апостольского дворца, так называемой ложе Благословения, появился кардинал-протодьякон чилиец Хорхе Артуро Медина Эстевес, который объявил: «Habemus Papam» — «У нас есть Папа». И было объявлено об избрании кардинала Йозефа Ратцингера, который принял имя Бенедикт XVI.

## Информация о конклаве
На последнем во время апрельского конклава голосовании кардинал Йозеф Ратцингер набрал на семь голосов больше, чем требовалось для избрания папой.
К такому выводу пришли авторы статьи, опубликованной 23 сентября 2005 года в итальянском журнале Limes. Этот журнал считается серьёзным изданием и специализируется на вопросах геополитики. Редакция Limes утверждает, что информация обо всех голосованиях была получена из анонимного дневника одного из кардиналов-выборщиков. Автор дневника признаёт, что отчасти нарушает данную клятву хранить молчание. В то же время этот прелат убеждён, что подробности голосования должны быть сохранены для истории. Авторы статьи заявляют, что представленную в дневнике информацию подтвердили и другие кардиналы, имена которых также не называются.
Всего 18 и 19 апреля прошло четыре голосования, на каждом из которых второе место после будущего Бенедикта XVI занимал архиепископ Буэнос-Айреса кардинал Хорхе Марио Бергольо. В дневнике неизвестного кардинала не упоминаются прелаты, получившие всего один голос. Автор записей сделал исключение для любопытного случая: во время последнего голосования один голос был отдан в пользу американского кардинала Бернарда Лоу, который ушёл в отставку на волне педофильского скандала в Бостоне.
Конклав начался в ватиканской Сикстинской капелле в 16.30 18 апреля. Сначала кардиналы-выборщики по очереди дали клятву хранить все обстоятельства выборов папы в тайне. Затем, в 17.24, были заперты двери капеллы. Декан Коллегии кардиналов Йозеф Ратцингер спросил присутствующих, готовы ли они приступить к голосованию, или его нужно отложить на следующий день. Большинство пожелало начать голосование уже 18 апреля.
Во время первого голосования кардинал Ратцингер получил 47 голосов, тогда как для победы были необходимы 77 бюллетеней. Кардинал Бергольо получил 10 голосов, итальянский кардинал Карло Мария Мартини — 9, папский викарий Рима кардинал Камилло Руини — 6, госсекретарь Ватикана Анджело Содано — 4, кардинал из Гондураса Оскар Родригес Марадьяга — 3 и архиепископ Милана Диониджи Теттаманци — 2.
Как пишет Limes, настоящим сюрпризом конклава стало большое количество голосов, отданных за кардинала Бергольо. По данным журнала, его кандидатуру поддерживали немецкий кардинал Карл Леманн и бельгийский Годфрид Даннеелс, а также иерархи из США и Латинской Америки.
Второе голосование началось в 9.30 19 апреля. На этот раз кардинал Ратцингер получил 65 голосов, а кардинал Бергольо — 35. За кардинала Содано вновь было отдано 4 голоса, а за кардинала Теттаманци — 2.
Во время третьего голосования кардинал Ратцингер получил 72 голоса, а аргентинский прелат — 40, чего было достаточно, чтобы блокировать избрание кардинала-немца. «Кардиналы-выборщики понимали, что наступил поворотным момент конклава», — пишет Limes.
Четвёртое, и последнее голосование состоялось в 16.30 19 апреля. Согласно автору дневника, за кардинала Ратцингера проголосовали 84 выборщика, а за его соперника — 26. Результаты этого голосования позволили немецкому прелату стать папой и взойти на престол с именем Бенедикт XVI.
Как вспоминает автор дневника, после объявления о том, что избран Йозеф Ратцингер, в Сикстинской капелле воцарилась тишина, после чего раздались долгие аплодисменты.

## Голосование по баллотировкам
Из тайного дневника анонимного кардинала стали известны результаты баллотировок.
- Первая баллотировка:
  - Ратцингер — 47 голосов;
  - Бергольо — 10 голосов;
  - Мартини — 9 голосов;
  - Руини — 6 голосов;
  - Содано — 4 голоса;
  - Марадьяга — 3 голоса;
  - Теттаманци — 2 голоса.

- Вторая баллотировка:
  - Ратцингер — 65 голосов;
  - Бергольо — 35 голосов;
  - Содано — 4 голоса;
  - Теттаманци — 2 голоса.

- Третья баллотировка:
  - Ратцингер — 72 голоса;
  - Бергольо — 40 голосов.

- Четвёртая баллотировка:
  - Ратцингер — 84 голоса;
  - Бергольо — 26 голосов;
  - Шёнборн — 1 голос;
  - Биффи — 1 голос;
  - Лоу — 1 голос.

| Выборщики             | 116 общего количества             |
| --------------------- | --------------------------------- |
| Отсутствовали         | 2 (кардиналы Син и Суарес Ривера) |
| Присутствовали        | 114                               |
| Африка                | 11                                |
| Азия и Ближний Восток | 11                                |
| Европа                | 58                                |
| Океания               | 2                                 |
| Северная Америка      | 22                                |
| Южная Америка         | 13                                |
| СКОНЧАВШИЙСЯ ПАПА     | ИОАНН ПАВЕЛ II                    |
| НОВЫЙ ПАПА            | БЕНЕДИКТ XVI                      |

## Статистика конклава 2005 года

### Список кардиналов старше 80 лет на конклаве 2005 года
Список кардиналов Римско-католической церкви, старше 80 лет на момент смерти папы римского Иоанна Павла II 2 апреля 2005 года. Они не имели права участвовать в конклаве, который начался 18 апреля 2005 года для того, чтобы избрать преемника Иоанна Павла II.
Этот список составлен в алфавитном порядке в границах географических мест.
Все кардиналы, кроме тех, которые отмечены в этом списке знаком †, были возведены в сан папой римским Иоанном Павлом II, и, таким образом, никогда не участвовали в конклаве. Кардиналы, отмеченные знаком †, были возведены папой римским Павлом VI и участвовали в августовском и октябрьском конклавах 1978 года.

#### Африка
- † Бернарден Гантен, бывший декан Коллегии кардиналов и бывший префект Конгрегации по делам епископов, Римская курия;
- Стефанос II Гаттас, Коптский Католический патриарх Александрии, Египет;
- Адам Козловецкий, иезуит, бывший архиепископ Лусаки, Замбия;
- Жан Маржо, бывший епископ Порт-Луи, Маврикий;
- Алешандри ду Нашсименту, бывший архиепископ Луанды, Ангола;
- Алешандри Жозе Мария душ Сантуш, францисканец, бывший архиепископ Мапуту, Мозамбик.

#### Азия
- † Стефан Ким Су Хван, бывший архиепископ Сеула, Южная Корея;
- Дурайсами Симон Лурдусами, бывший префект Конгрегации по делам Восточных Церквей, Римская курия;
- Павел Иосиф Фам Динь Тунг, бывший архиепископ Ханоя, Вьетнам;
- Симон Игнатий Пимента, бывший архиепископ Бомбея, Индия;
- Хосе Томас Санчес, бывший префект Конгрегации по делам духовенства, Римская курия;
- Насрулла Бутрос Сфейр, Маронитский патриарх Антиохии, Ливан;
- Павел Шань Госи, иезуит, епископ Гаосюна, Тайвань.

#### Европа
- Джильберто Агустони, бывший префект Верховного Трибунала Апостольской Сигнатуры, Римская курия;
- Фьоренцо Анджелини, бывший председатель Папского Совета по пастырскому попечению о работниках здравоохранения, Римская курия;
- Лоренцо Антонетти, бывший председатель Администрации церковного имущества Святого Престола, Римская курия;
- † Йоханнес Виллебрандс, бывший архиепископ Утрехта, Нидерланды;
- Хенрик Роман Гульбинович, бывший архиепископ Вроцлава, Польша;
- Анджей Мария Дескур, бывший председатель Папской Комиссии по массовым коммуникациям, Римская курия;
- Кахал Брендан Дейли, бывший архиепископ Армы, Ирландия;
- Антонио Инноченти, бывший префект Конгрегации по делам духовенства, Римская курия;
- Джованни Канестри, бывший архиепископ Генуи, Италия;
- Джузеппе Каприо, бывший председатель Префектуры экономических дел Святого Престола, Римская курия;
- Джованни Кели, бывший председатель Папского Совета по пастырскому попечению о мигрантах и странствующих, Римская курия;
- Ян Хризостом Корец, иезуит, епископ Нитры, Словакия;
- Жорж-Мари-Мартен Коттье, доминиканец, кардинал-дьякон с титулярной диаконией «Святых Доменика и Сикста»;
- Пио Лаги, бывший префект Конгрегации католического образования, Римская курия;
- Пауль Августин Майер, бенедиктинец, бывший председатель Папской Комиссии «Ecclesia Dei», Римская курия;
- Дино Мондуцци, бывший префект Папского Дома, Римская курия;
- Станислав Казимеж Наги, кардинал-дьякон с титулярной диаконией «Санта-Мария делла Скала»;
- Вирджилио Ноэ, бывший председатель Фабрики Святого Петра, Римская курия;
- Жан Марсель Оноре, бывший архиепископ Тура , Франция;
- † Сальваторе Паппалардо, бывший архиепископ Палермо, Италия;
- Луиджи Поджи, бывший архивариус Ватиканского Секретного Архива, Римская курия;
- Сильвано Пьованелли, бывший архиепископ Флоренции, Италия;
- Джованни Сальдарини, бывший архиепископ Турина, Италия;
- Казимир Свёнтек, архиепископ Минска-Могилёва, Белоруссия;
- Акилле Сильвестрини, бывший префект Конгрегации по делам Восточных Церквей, Римская курия;
- Анхель Сукиа Гойкоэчеа, бывший архиепископ Мадрида, Испания;
- Йозеф Томко, бывший префект Конгрегации евангелизации народов, Римская курия;
- Эрсилио Тонини, бывший архиепископ Равенны-Червии, Италия;
- Роберто Туччи, иезуит, кардинал-дьякон с титулярной диаконией «Сан-Иньяцио ди Лойола Кампо Марцио»;
- Анджело Феличи, бывший председатель Папской Комиссии «Ecclesia Dei», Римская курия;
- Карло Фурно, бывший архипресвитер патриаршей Латеранской базилики;
- Антонио Мария Хавьерре Ортас, салезианец, бывший префект Конгрегации богослужения и дисциплины таинств, Римская курия;
- Лео Шеффчик, кардинал-дьякон с титулярной диаконией «Сан-Франческо Саверио алла Гарбателла»;
- Томаш Шпидлик, иезуит, кардинал-дьякон с титулярной диаконией «Санта-Агата де Готи»;
- Альфонс Мария Штиклер, салезианец, бывший Архивариус Ватиканского Секретного Архива, Римская курия;
- Роже Эчегарай, бывший председатель Папского Совета справедливости и мира, Римская курия.

#### Северная Америка
Включая США, Канаду, Мексику, страны Центральной Америки и Карибского бассейна.
- † Луис Апонте Мартинес, бывший архиепископ Сан-Хуана, Пуэрто-Рико;
- Энтони Джозеф Бевилакква, бывший архиепископ Филадельфии, штат Пенсильвания, США;
- Луи-Альбер Вашон, бывший архиепископ Квебека, Канада;
- Эдуар Ганьон, сульпициан, бывший председатель Папского Совета по делам семьи, Римская Курия;
- Эвери Роберт Даллес, иезуит, богослов, США;
- Эрнесто Коррипио Аумада, бывший архиепископ Мехико, Мексика.

#### Океания
- Эдуард Идрис Кассиди, бывший председатель Папского Совета по содействию христианского единства, Римская курия;
- Эдуард Бид Клэнси, бывший архиепископ Сиднея, Австралия;
- † Пий Таофинуу, бывший архиепископ Самоа-Апиа, острова Самоа.

#### Южная Америка
- † Эужениу ди Араужу Салис, бывший архиепископ Сан-Себастьян-до-Рио-де-Жанейро, Бразилия;
- Серафин Фернандис ди Араужу, бывший архиепископ Белу-Оризонти, Бразилия;
- † Паулу Эварсту Арнс, францисканец, бывший архиепископ Сан-Паулу, Бразилия;
- Антонио Хосе Гонсалес Сумаррага, бывший архиепископ Кито, Эквадор;
- Росалио Хосе Кастильо Лара, салезианец, бывший председатель Папской комиссии по делам государства-града Ватикана, Римская курия;
- † Алоизиу Лоршейдер, францисканец, бывший архиепископ Апаресиды, Бразилия;
- Хорхе Мария Мехия, бывший архивариус Ватиканского Секретного Архива и библиотекарь Святой Римской Церкви, Римская курия;
- † Рауль Франсиско Приматеста, бывший архиепископ Кордовы, Аргентина.

### Список папабилей на конклаве
Многие кардиналы были названы потенциальными преемниками — (папабилями) — папы римского Иоанна Павла II, который умер 2 апреля 2005 года, перед конклавом 2005 года. Ниже приведён список фамилий кардиналов в алфавитном порядке.
| Фамилия            | Страна         | Ранг               | Пост(ы) | Возраст на апрель 2005 | Год возведения в кардиналы |
| Агнелу             | Бразилия       | Кардинал-священник | архиепископ Сан-Салвадора-да-Баия                                                                                             | 71                     | 2001                       |
| Антонелли          | Италия         | Кардинал-священник | архиепископ Флоренции | 68                     | 2003                       |
| Аринзе             | Нигерия        | Кардинал-священник | бывший префект Конгрегации богослужения и дисциплины таинств                                                                  | 72                     | 1985                       |
| Бергольо           | Аргентина      | Кардинал-священник | архиепископ Буэнос-Айреса | 68                     | 2001                       |
| Бертоне            | Италия         | Кардинал-священник | архиепископ Генуи | 70                     | 2003                       |
| Влк                | Чехия          | Кардинал-священник | архиепископ Праги | 72                     | 1994                       |
| Гузар              | Украина        | Кардинал-священник | грекокатолический верховный архиепископ Львова                                                                                | 72                     | 2001                       |
| Даннеелс           | Бельгия        | Кардинал-священник | архиепископ Мехелена-Брюсселя                                                                                                 | 72                     | 1983                       |
| Джордж             | США            | Кардинал-священник | архиепископ Чикаго | 68                     | 1998                       |
| Диас               | Индия          | Кардинал-священник | архиепископ Бомбея | 69                     | 2001                       |
| Каспер             | Германия       | Кардинал-дьякон    | бывший председатель Папского Совета по содействию христианскому единству                                                      | 72                     | 2001                       |
| Люстиже            | Франция        | Кардинал-священник | архиепископ Парижа в отставке                                                                                                 | 78                     | 1983                       |
| Лопес Трухильо     | Колумбия       | Кардинал-епископ   | бывший председатель Папского Совета по делам Семьи                                                                            | 69                     | 1983                       |
| Мартини            | Италия         | Кардинал-священник | архиепископ Милана в отставке                                                                                                 | 78                     | 1983                       |
| Мёрфи-О’Коннор     | Великобритания | Кардинал-священник | архиепископ Вестминстера | 72                     | 2001                       |
| О’Брайен           | Великобритания | Кардинал-священник | архиепископ Сент-Эндрюса и Эдинбурга                                                                                          | 67                     | 2003                       |
| Ортега-и-Аламино   | Куба           | Кардинал-священник | архиепископ Гаваны | 68                     | 1994                       |
| Пелл               | Австралия      | Кардинал-священник | архиепископ Сиднея | 64                     | 2003                       |
| Полетто            | Италия         | Кардинал-священник | архиепископ Турина | 72                     | 2001                       |
| Поликарпу          | Португалия     | Кардинал-священник | патриарх Лиссабона | 69                     | 2001                       |
| Ратцингер          | Германия       | Кардинал-епископ   | декан Коллегии кардиналов; бывший префект Конгрегации Доктрины Веры — избран папой римским Бенедиктом XVI 19 апреля 2005 года | 78                     | 1977                       |
| Ре                 | Италия         | Кардинал-епископ   | бывший префект Конгрегации по делам епископов                                                                                 | 71                     | 2001                       |
| Ривера Каррера     | Мексика        | Кардинал-священник | архиепископ Мехико | 62                     | 1998                       |
| Родригес Марадьяга | Гондурас       | Кардинал-священник | архиепископ Тегусигальпы | 62                     | 2001                       |
| Руини              | Италия         | Кардинал-священник | генеральный викарий Рима | 74                     | 1991                       |
| Сепе               | Италия         | Кардинал-дьякон    | бывший префект Конгрегации евангелизации нНародов                                                                             | 61                     | 2001                       |
| Сиприани Торн      | Перу           | Кардинал-священник | архиепископ Лимы | 61                     | 2001                       |
| Скола              | Италия         | Кардинал-священник | патриарх Венеции | 63                     | 2003                       |
| Содано             | Италия         | Кардинал-епископ   | Вице-декан Коллегии Кардиналов; бывший Государственный секретарь Святого Престола                                             | 77                     | 1991                       |
| Теттаманци         | Италия         | Кардинал-священник | архиепископ Милана | 71                     | 1998                       |
| Тюркотт            | Канада         | Кардинал-священник | архиепископ Монреаля | 74                     | 1994                       |
| Уэлле              | Канада         | Кардинал-священник | архиепископ Квебека | 60                     | 2003                       |
| Хуммес             | Бразилия       | Кардинал-священник | архиепископ Сан-Паулу | 70                     | 2001                       |
| Шёнборн            | Австрия        | Кардинал-священник | архиепископ Вены | 60                     | 1998                       |
| Шока               | США            | Кардинал-священник | архиепископ Детройта | 77                     | 1988                       |
| Эррасурис Осса     | Чили           | Кардинал-священник | архиепископ Сантьяго | 71                     | 2001                       |

(Примечание: Большинство постов в Римской курии со смертью каждого папы римского становятся вакантными, так как их руководители подают в отставку. Те кардиналы, которые внесены в список как бывшие занимали свои посты перед смертью Иоанна Павла II).